# Lepidopilum amplirete
Lepidopilum amplirete là một loài rêu trong họ Daltoniaceae. Loài này được Sull. Mitt. mô tả khoa học đầu tiên năm 1869.